# Classe Hydra (frégate)
Pour les articles homonymes, voir Classe Hydra.
La Classe Hydra est une série de quatre frégates (avec hélisurface) commandée par la Marine grecque. C'est la variante type MEKO 200HN développée par le chantier naval de Hambourg Blohm & Voss Hambourg de la firme allemande ThyssenKrupp Marine Systems conceptrice des navires de guerre de la famille MEKO.

## Conception
Un seul navire a été construit en Allemagne et est lancé en 1992. Subissant un grave incendie lors des essais, il est réparé pour être mis en service en 1993. Les trois autres sont réalisés en Grèce avec l'aide technologique allemande.
Ces frégates sont plus grandes que les précédentes, celles de la classe Yavuz, et sont également plus rapides grâce au système CODOG (combiné diesel-gaz) avec deux turbines à gaz General Electric LM2500 de 30 000 ch chacune et deux diesels MTU 16 V 1163 TB 83 de 5 900 ch, développant une puissance totale de 71 800 ch actionnant deux hélices.
Le coût de déploiement d'une Hydra dans l'océan Indien est, en 2012, de 2,5 millions d'euros par mois.

## Les bâtiments
| Pennant number | Nom     | Lancement        | Service effectif | Chantier naval                 | Fin de carrière     | Photo |
| -------------- | ------- | ---------------- | ---------------- | ------------------------------ | ------------------- | ----- |
| F-452          | Hydra   | 25 juin 1991     | 28 janvier 1993  | Blohm & Voss Hambourg          | Grèce - en activité |       |
| F-453          | Spetsai | 9 décembre 1993  | 24 octobre 1996  | Hellenic Shipyards Co. Athènes | Grèce - en activité |       |
| F-454          | Psara   | 20 décembre 1994 | 30 avril 1998    | Hellenic Shipyards Co. Athènes | Grèce - en activité |       |
| F-455          | Salamis | 15 mai 1996      | 16 décembre 1998 | Hellenic Shipyards Co. Athènes | Grèce - en activité |       |